# Ortler
Ortler ou Ortles (em italiano:  Ortles, em alemão:  Ortler) é uma montanha dos Alpes, mais propriamente do Grupo do Ortler, com altitude de 3905 m e 1953 m de proeminência topográfica. É a mais alta montanha dos Alpes Orientais fora da cordilheira Bernina e a mais alta dos Alpes Orientais-Sul, do Tirol do Sul, de todo o Tirol e, até 1919, do Império Austro-Húngaro.